# Чемпионат мира по хоккею с шайбой 1947
14-й чемпионат мира по хоккею с шайбой и одновременно 25-й чемпионат Европы по хоккею с шайбой проходил в Праге (Чехословакия) с 15 февраля по 23 февраля 1947 года. Это первый послевоенный чемпионат мира по хоккею с шайбой.
Турнир проходил в один круг. Матчи впервые проходили в три периода по 20 минут, были определены нынешние размеры ворот и введена красная линия. Канадцы из-за конфликта с ЛИХГ в чемпионате мира участия не принимали (из неевропейских команд выступала только сборная США), и чемпионами впервые в своей истории стали чехословаки, несмотря на поражение в предпоследнем туре от шведов (1:2). Интересно, что король Швеции преждевременно отправил поздравительную телеграмму в сборную страны после этого матча. В последнем туре шведам для победы в чемпионате было достаточно обыграть с любым счётом австрийцев, которые проиграли хозяевам 5:13, однако скандинавы сенсационно уступили 1:2, чехословаки же разгромили американцев и выиграли золото. Австрийцы выиграли свою вторую (после 1931 года) и на данный момент последнюю бронзу чемпионатов мира по хоккею.
Через год на Олимпийских играх сборная Чехословакии выиграет серебро, лишь по разнице шайб уступив канадцам.
Традиционно для тех времён на чемпионате были откровенно слабые команды — к примеру, бельгийцы проиграли все 7 матчей, пропуская в среднем по 15 шайб за игру.

## Результаты матчей
| М | Команды      | 1    | 2    | 3    | 4    | 5    | 6    | 7    | 8    | Ш      | О  |
| - | ------------ | ---- | ---- | ---- | ---- | ---- | ---- | ---- | ---- | ------ | -- |
|   | Чехословакия | •    | 1:2  | 13:5 | 6:1  | 6:1  | 12:0 | 23:1 | 24:0 | 85-10  | 12 |
|   | Швеция       | 2:1  | •    | 1:2  | 4:4  | 4:1  | 5:3  | 15:3 | 24:1 | 55-15  | 11 |
|   | Австрия      | 5:13 | 2:1  | •    | 0:5  | 6:5  | 10:2 | 12:1 | 14:5 | 49-32  | 10 |
| 4 | Швейцария    | 1:6  | 4:4  | 5:0  | •    | 3:4  | 9:3  | 13:3 | 12:2 | 47-22  | 9  |
| 5 | США          | 1:6  | 1:4  | 5:6  | 4:3  | •    | 3:2  | 15:3 | 13:2 | 42-26  | 8  |
| 6 | Польша       | 0:12 | 3:5  | 2:10 | 3:9  | 2:3  | •    | 6:0  | 11:1 | 27-40  | 4  |
| 7 | Румыния      | 1:23 | 3:15 | 1:12 | 3:13 | 3:15 | 0:6  | •    | 6:4  | 17-88  | 2  |
| 8 | Бельгия      | 0:24 | 1:24 | 5:14 | 2:12 | 2:13 | 1:11 | 4:6  | •    | 15-104 | 0  |

## Сборная Чехословакии
Богумил Модрый, В. Ярковский, Ф. Пацалт, М. Слама, Й. Троусилек, М. Покорный, В. Штёвик, Л. Трояк, В. Забродский, С. Конопасек, В. Розиняк, В. Боузек, К. Стибор, Й. Кус, Ярослав Дробный; тренер Майк Букна. Интересно, что за исключением В.Боузека из Брно, все игроки представляли Прагу.
| Чемпион мира по хоккею с шайбой 1947 |
| ------------------------------------ |
| Чехословакия первый титул            |

| Чемпион Европы по хоккею с шайбой 1947 |
| -------------------------------------- |
| Чехословакия седьмой титул             |